# (3201) Sijthoff
(3201) Sijthoff est un astéroïde de la ceinture principale découvert le 24 septembre 1960 à Palomar (675) par l'astronome néerlandais Cornelis Johannes van Houten.
Sa désignation provisoire, lors de sa découverte le 24 septembre 1960, était 6560 P-L.

## Caractéristiques
Sa distance minimale d'intersection de l'orbite terrestre est de 1,071 070 ua.